# Karin Seick
Karin Seick (República Federal Alemana, 11 de noviembre de 1961) es una nadadora alemana retirada especializada en pruebas de estilo mariposa, donde consiguió ser medallista de bronce olímpica en 1984 en los 100 metros.

## Carrera deportiva
En los Juegos Olímpicos de Los Ángeles 1984 ganó la medalla de bronce en los 100 metros mariposa, con un tiempo de 1:01.36 segundos, tras las nadadoras estadounidenses Mary T. Meagher y Jenna Johnson; en cuanto a las pruebas grupales, ganó la plata en los relevos de 4 x 100 metros estilos, tras Estados Unidos y por delante de Canadá, y el bronce en los 4 x 100 metros estilo libre, con un tiempo de 3:45.56 segundos, tras Estados Unidos y Países Bajos.